# ベルナール・ゼルフュス
ベルナール・ルイ・ゼルフュス（Bernard Louis Zehrfuss, 1911年10月20日  - 1996年7月3日）は、フランスの建築家。

## 経歴
アンジェで生まれる。普仏戦争時の1870年にアルザスから避難した一家の出身であり、父は1914年にマルヌ会戦で戦死した。18歳でエコール・ナシオナル・スュペリウール・デ・ボザールに入り、エマニュエル・ポンルモリの研究室で学ぶ。1939年に「フランス植民地帝国宮」の計画案でローマ賞を受賞した。
第二次世界大戦勃発のせいで、ローマ賞受賞者に許されるヴィラ・メディチ滞在ができなくなり、ニースに短期間滞在した後、ウジェーヌ・ボードゥアンがマルセイユに設立した設計事務所でアシスタントになる。並行して、ヴォクリューズ県オペードに集まった芸術家グループ（レジスタンス運動に従事する為）を始動・推進させる。そこではサン＝テクジュペリ夫人のコンスエロと出会う。スペイン行き通過許可証を取得し出国、自由フランス軍に参加する。
アルジェに到着後、チュニスに派遣され、1943年から1948年まで保護領公共事業局の建築部局長。アルジェでも職能を行使し、1953年まで、そこで集合住宅を建設する。1956年に公民・国有建造物主席建築家に就任、1965年から1968年までは総合監督官。
パリのユネスコ本部庁舎や新産業技術センター(Centre des nouvelles industries et technologies)といったいくつかの著名なプログラムは実現した。しかし、ラ・デファンスの新セクターの1958年と1960年の整備計画案は1971年に放棄される。彼はまた、殊にナンシーの高台地区オー・デュ・リエーヴル(Haut-du-Lièvre)などで、多くの多層住宅も建設した。
1983年に、アカデミー・デ・ボザール会員に選出される。1994年には、マルセル・ランドウスキの後を受け、同アカデミー終身書記に就任。

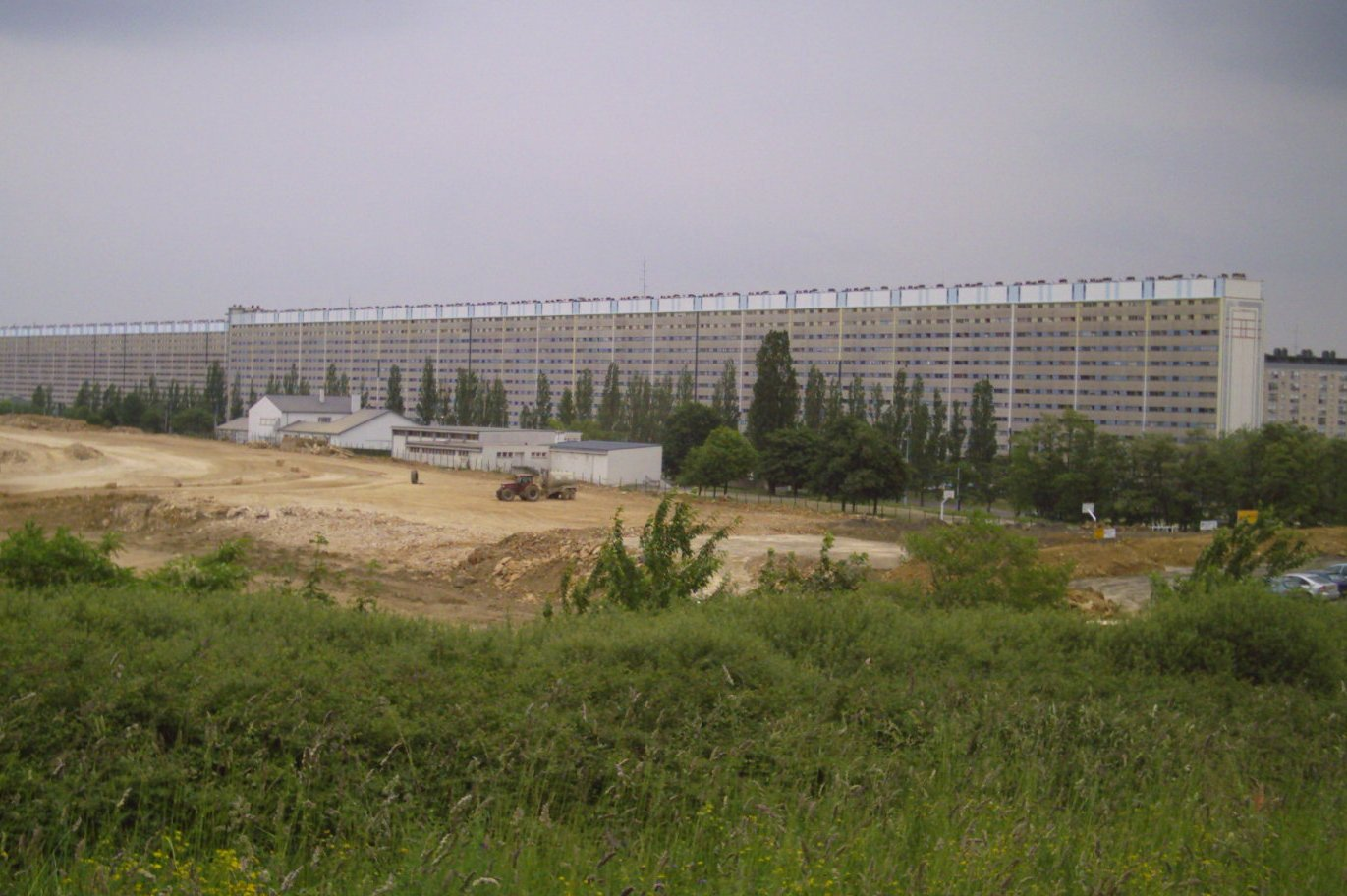
オー・デュ・リエーヴル地区の大規模集合住宅、ナンシー

## 主要実現作
- 1939: シャルレティ競技場Stade Charléty、パリ（取り壊し後、アンリおよびブリュノ・ゴーダンによって1994年に再建）
- 1950-1953 : マム印刷所、トゥール、ジャン・プルーヴェとの協働[1]
- 1950-1958 : フランのルノー工場usine Renault de Flinsと周辺のフラン団地
- 1952-1958 : ユネスコ本部、パリ、マルセル・ブロイヤーとピエール・ルイージ・ネルヴィとの協働、のちに増築(1965-1978)
- 1954-1958 : 新産業技術センター、ラ・デファンス、ロベール・カムロとジャン・ド・マイイとの協働
- 1959-1963 : オー・デュ・リエーヴル地区の大規模集合住宅、ナンシー
- 1960 : クリシー＝ス＝ボワ・モンフェルメーユの大規模集合住宅
- 1960-1963 : チュニス大学理学部
- 1962-1967 : 集合住宅イムーブル・ダビタシオン(15階建5棟、370住戸)、 パンタン、ジャン・ジョレス大通り120-126番地[2]
- 1962-1970 : フランス大使館、ワルシャワ、アンリ・ベルナールとギヨーム・ジレとの協働（2004年にジャン＝フィリップ・パルガドによって全面的に改修）[3])
- 1967 : ガロノール（物流パーク）、オルネ＝スウ＝ボワ
- 1968 : サンドズ＝フランス社屋、リュエイユ＝マルメゾン
- 1970 : デンマーク大使館、パリ
- 1972 : ジーメンス＝フランス社屋、サン＝ドニ
- 1972-1975 : ガロ＝ロマン文明博物館Musée de la civilisation gallo-romaine、リヨン
- 1973 : アンジュウ・タワー、ラ・デファンス、ピュトー
- 1976 : ジューモン＝シュナイダー本社、ピュトー
- 1976 : プロセッシオン通りとファルギエール通りの集合住宅群、パリ15区(1 200住戸 と387住戸)

1. ↑  サントル地域圏のDRAC（地方文化局）のサイト上の（マム印刷所についての）文書をみること
2. ↑  セーヌ＝サン＝ドニ県の文化遺産アトラス・サイト上の 文書をみること
3. ↑  「歴史で形作られた（物語で一杯の）現代の或る大使館」という記事を シベール・アルシのサイト Archived 2007年9月30日, at the Wayback Machine.でみること

## 文献
- Bernard Zehrfuss, De l'architecture, Des villes, Institut de France, 1994-1995
- François Chaslin, "Bernard Zehrfuss", Dictionnaire des architectes, éd. Encyclopaedia Universalis - Albin Michel, 1999, pp. 742-744
- Christine Desmoulin, Bernard Zehrfuss (1911-1996): itinéraire d'un architecte, mémoire de DEA d'histoire socio-culturelle, dir. François Loyer, Université de Versailles-Saint-Quentin-en-Yvelines, 2001